# Fare (bâtiment)
Pour les articles homonymes, voir Fare.

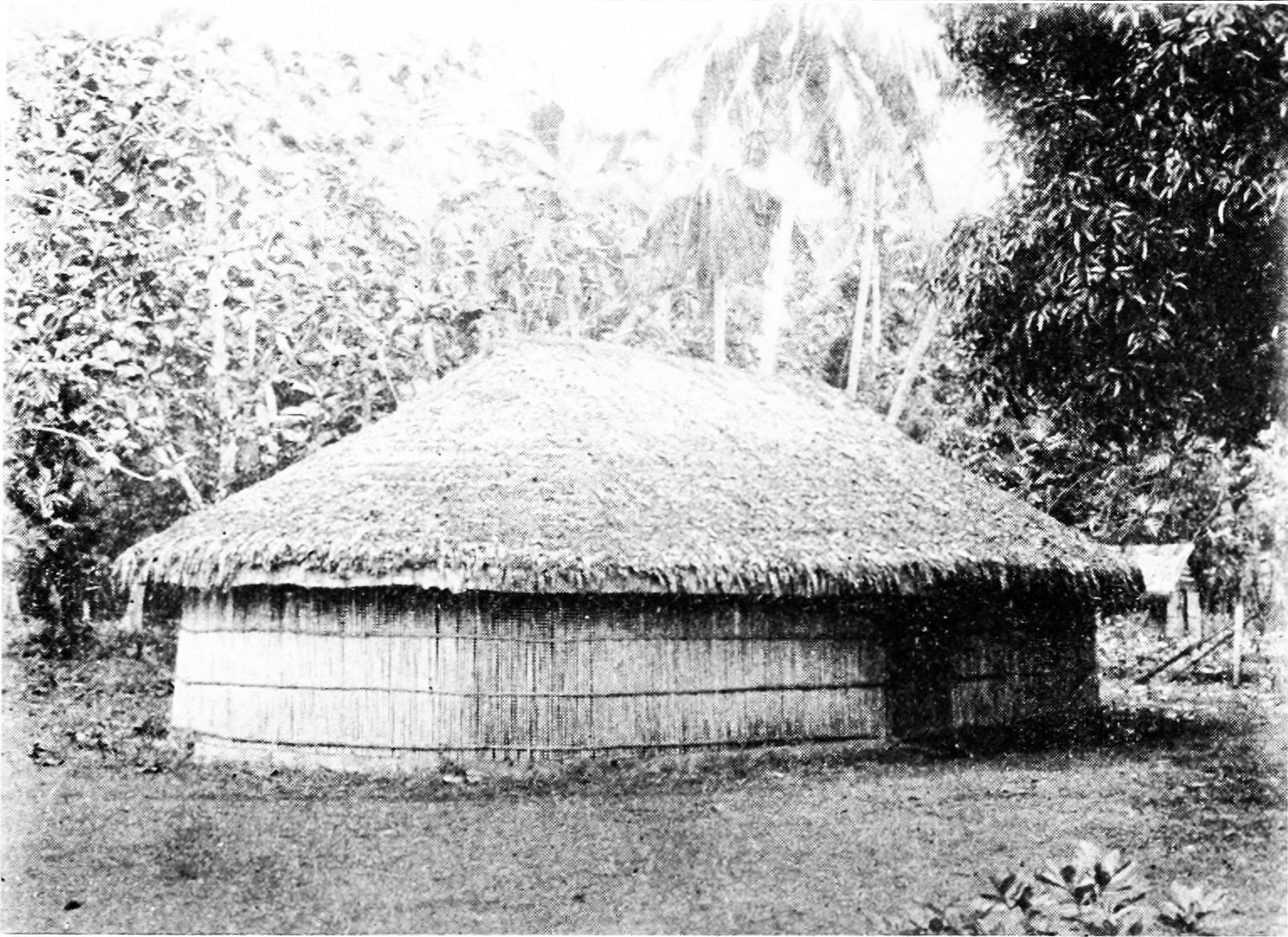
Photographie de 1915 d'un fare à Papara, Tahiti.

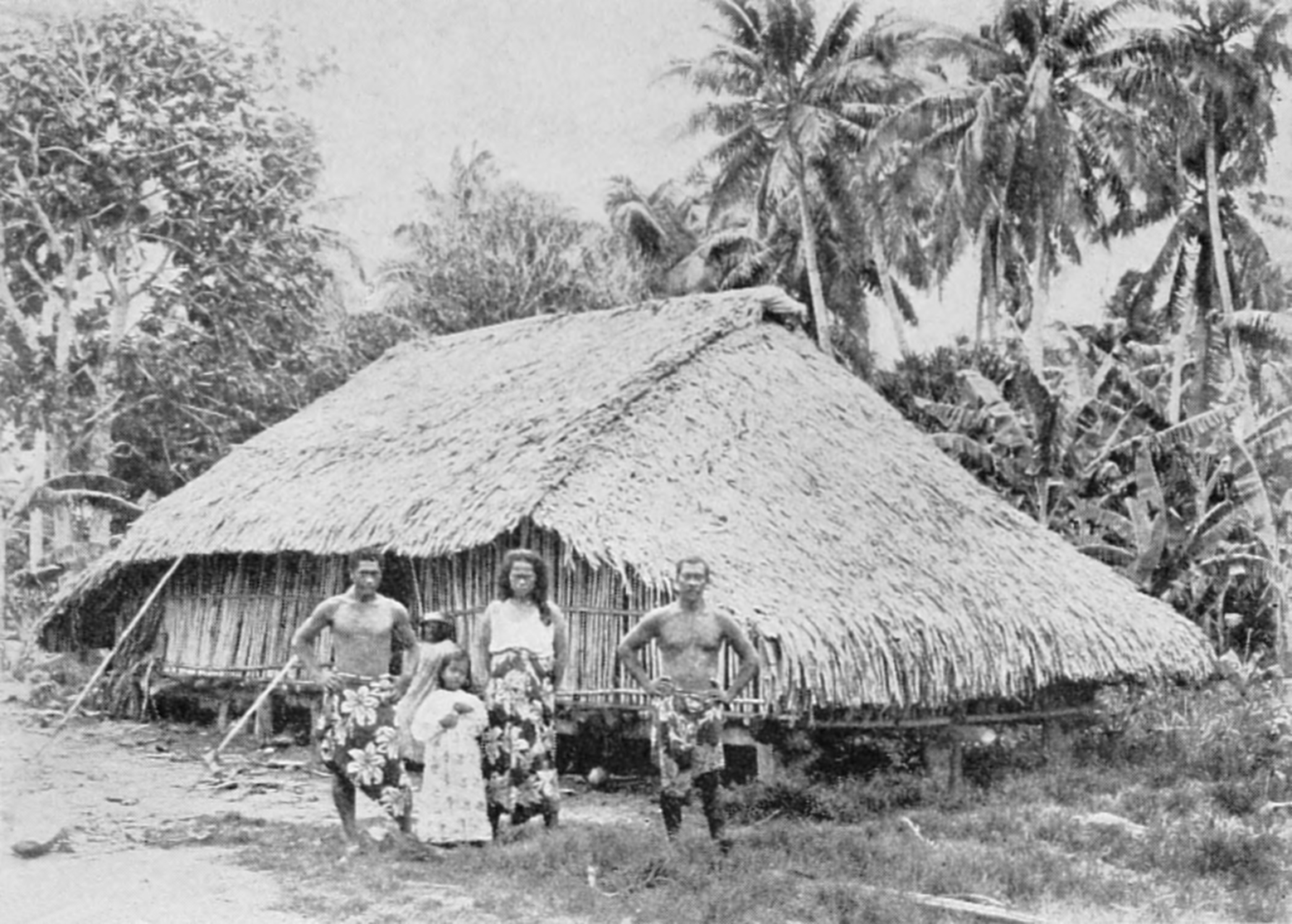
Photographie de 1915 d'un fare à Bora-Bora.

Un fare (francisé en faré en Polynésie française), fale (en wallisien, futunien, niuéen, tongien, tokelau, samoan), whare (en maori), hale (en hawaïen) est une habitation polynésienne traditionnelle. À l'origine, ce terme désigne une maison. Certains fale sont de plus grandes dimensions et servent de lieu de rencontre communautaire.

## Étymologie
Le terme provient du proto-malayo-polynésien « balaj » signifiant « maison ». On le retrouve dans une cinquantaine de langues polynésiennes.

## Description
Les fare sont traditionnellement recouverts de feuilles de pandanus et de palmiers, de différentes grandeurs. Certains peuvent aussi avoir un toit en tôle, en fonction des besoins.
Ces fare peuvent aussi être ouverts notamment pour les discussions ou fermés pour les habitations.

## Par lieu

### Polynésie française
Au XXIe siècle, les fare sont souvent construits en bois et recouverts de tôle, à l'instar du fare MTR (Mission Territoriale de la Reconstruction), une construction courante en Polynésie. Créés en 1983 par Jacques Derue, les fare MTR sont conçus pour résister aux cyclones. On estime que 15 % de la population polynésienne vit dans ce type d'habitat.
Cependant, de nombreux resorts en Polynésie française ont construit des fare traditionnels recouverts de feuilles de pandanus, parfois sur pilotis.

### Wallis-et-Futuna
À Wallis-et-Futuna, certains fale sont des bâtiments communautaires, comme les fale fono. Généralement construites ouvertes, donc sans mur, ces constructions traditionnelles sont le lieu des échanges à la fois politiques (comme il peut il y avoir avec les rois coutumiers et les discutions pour l'intronisation d'un nouveau roi), mais aussi des réunions plus récurrentes sur d'organisation sur la vie de chaque royaume, qui s'apparentent à des réunions de quartier qui ont traditionnellement lieu le soir. Elles sont récurrentes à Futuna, mais la tradition perdure peu dans le temps à Wallis. Les palabres ont lieu dans un bâtiment dédié, le falefono, signifiant en wallisien « maison du conseil ». Les représentants du royaume discutent des problèmes présents en compagnie du roi et essayent d'y trouver une solution.
Les fale sont construits par le tufuga (charpentier traditionnel). Ils sont généralement de forme ovale ou rectangulaire, à extrémités arrondies. Le sommet d’un fale est appelé tu'a patu. Les bois de charpente les plus utilisés sont les arbres à pain (fuu mei). Le poumuli est le bois le plus réputé pour les poteaux. On utilise généralement des feuilles de cocotier ou des feuilles de pandanus tressées et liées pour réaliser des tuiles (fuiga lau). Cette coiffe est cerclée avec la liane (kaui sipi) ou la corde tressée à partir de fibres de coco (kafa). Des lianes résistantes servent à fabriquer les liens entre les poteaux et la toiture. On utilise des chevilles en bois afin de fixer les tuiles en pandanus sur les combles (ato).

## Tourisme
Le fare est devenu au XXIe siècle un symbole touristique de la Polynésie, et plus généralement, du Pacifique et des Tropiques. On en retrouve de plus en plus sur les plages (par exemple aux Samoa) où ils servent de restaurants ou d'hébergement pour les touristes.

## Galeries

Apparence
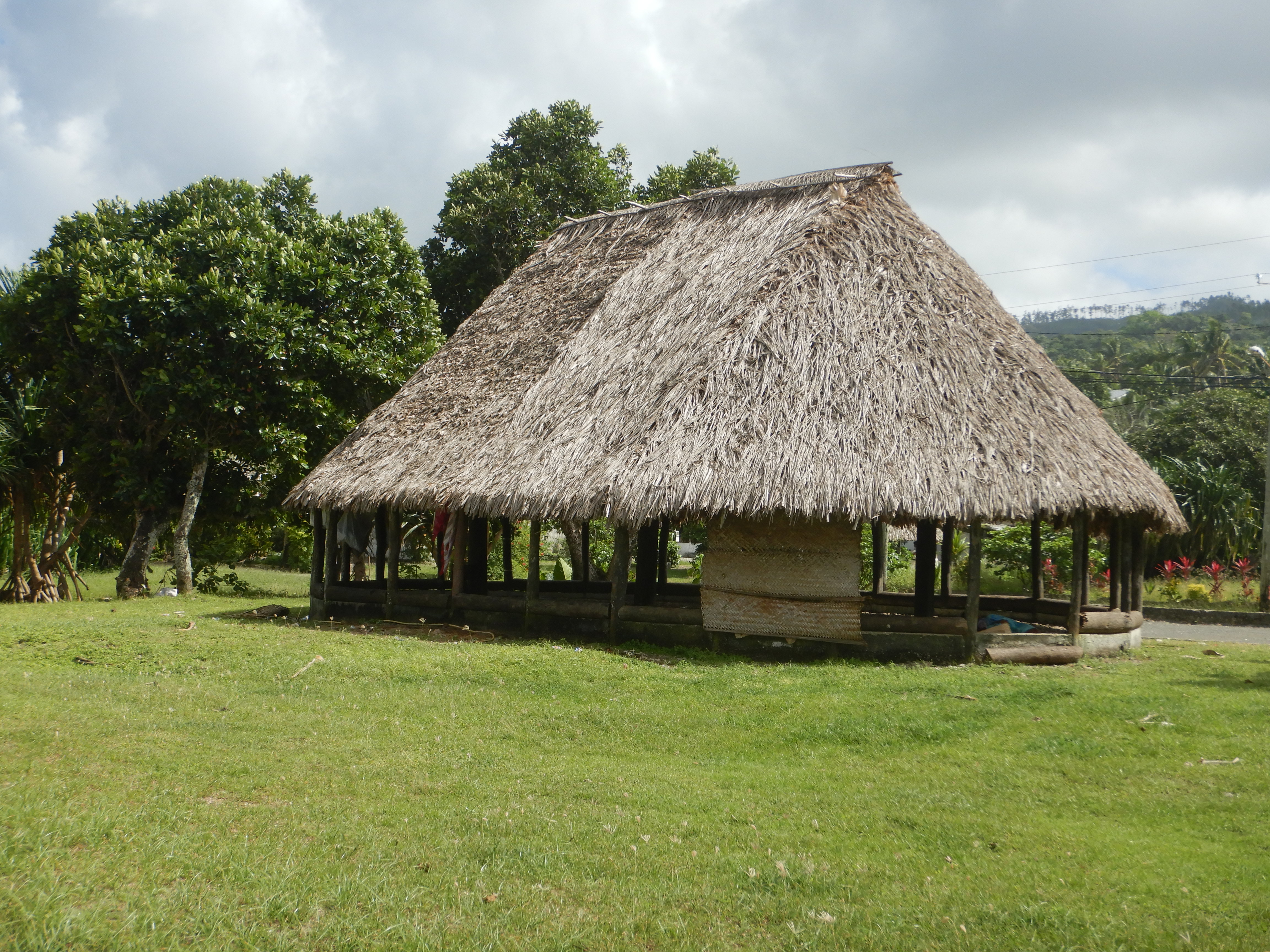
Un fale à Futuna.
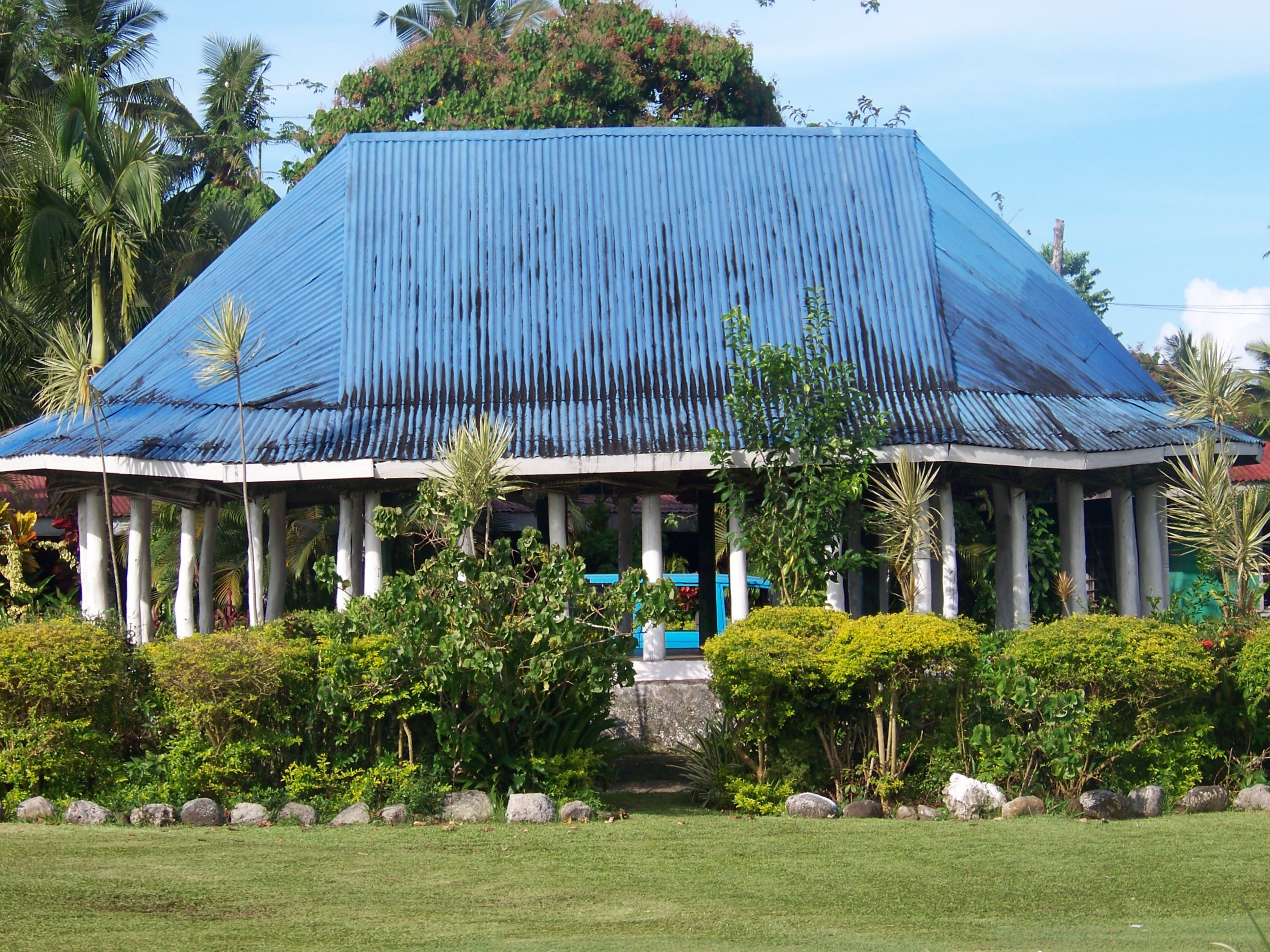
Un fale à Upolu (Samoa américaines) au toit en tôle (2010).
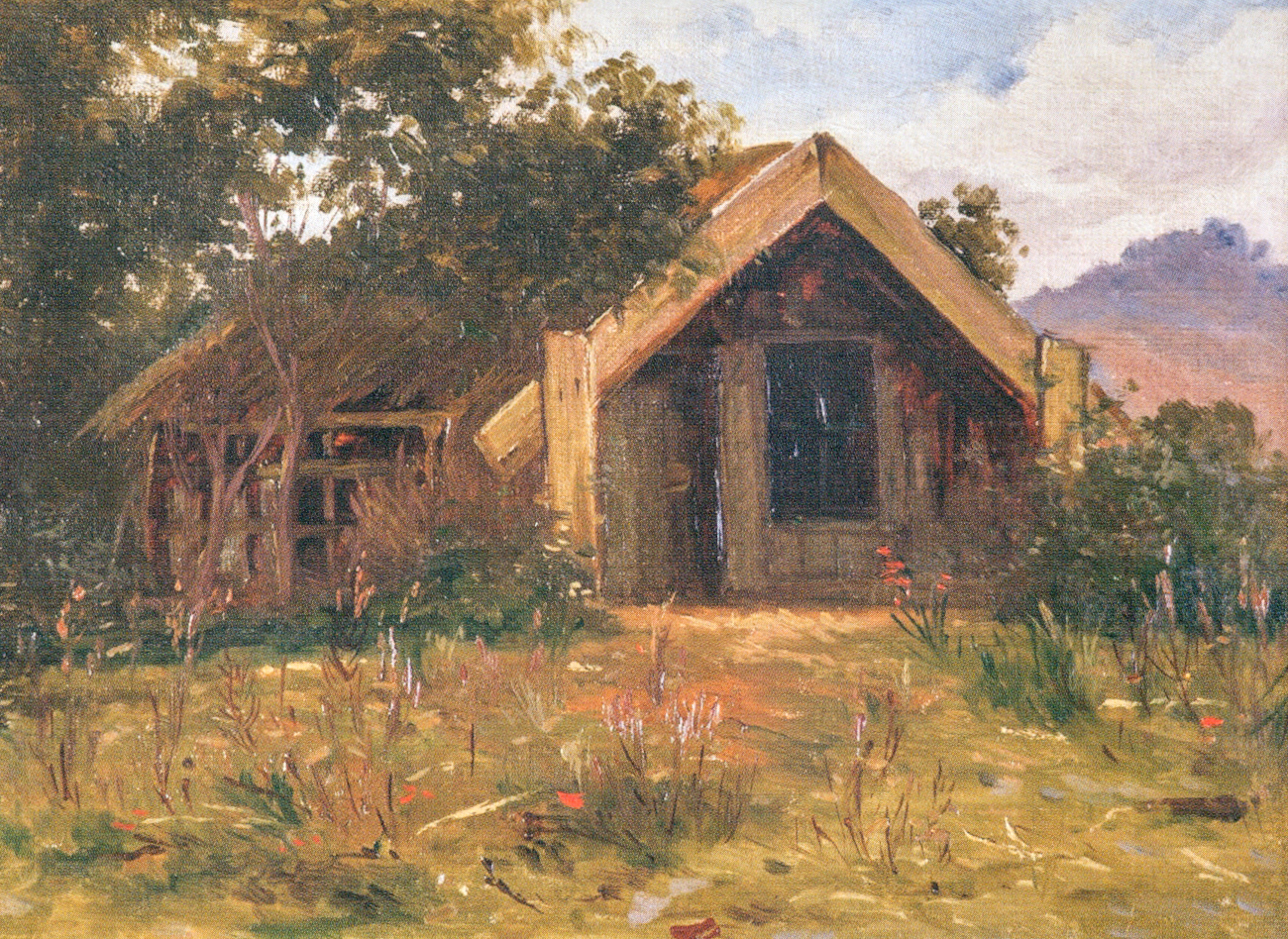
Peinture d'un whare près de Rotorua (1910).
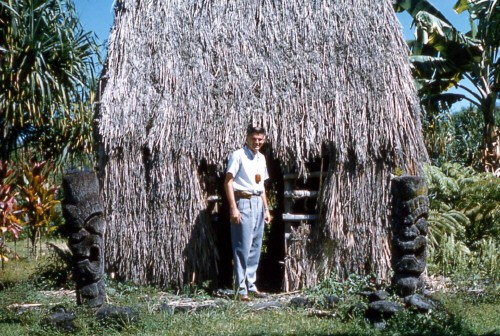
Un hale hawaïen à Hilo en 1959.
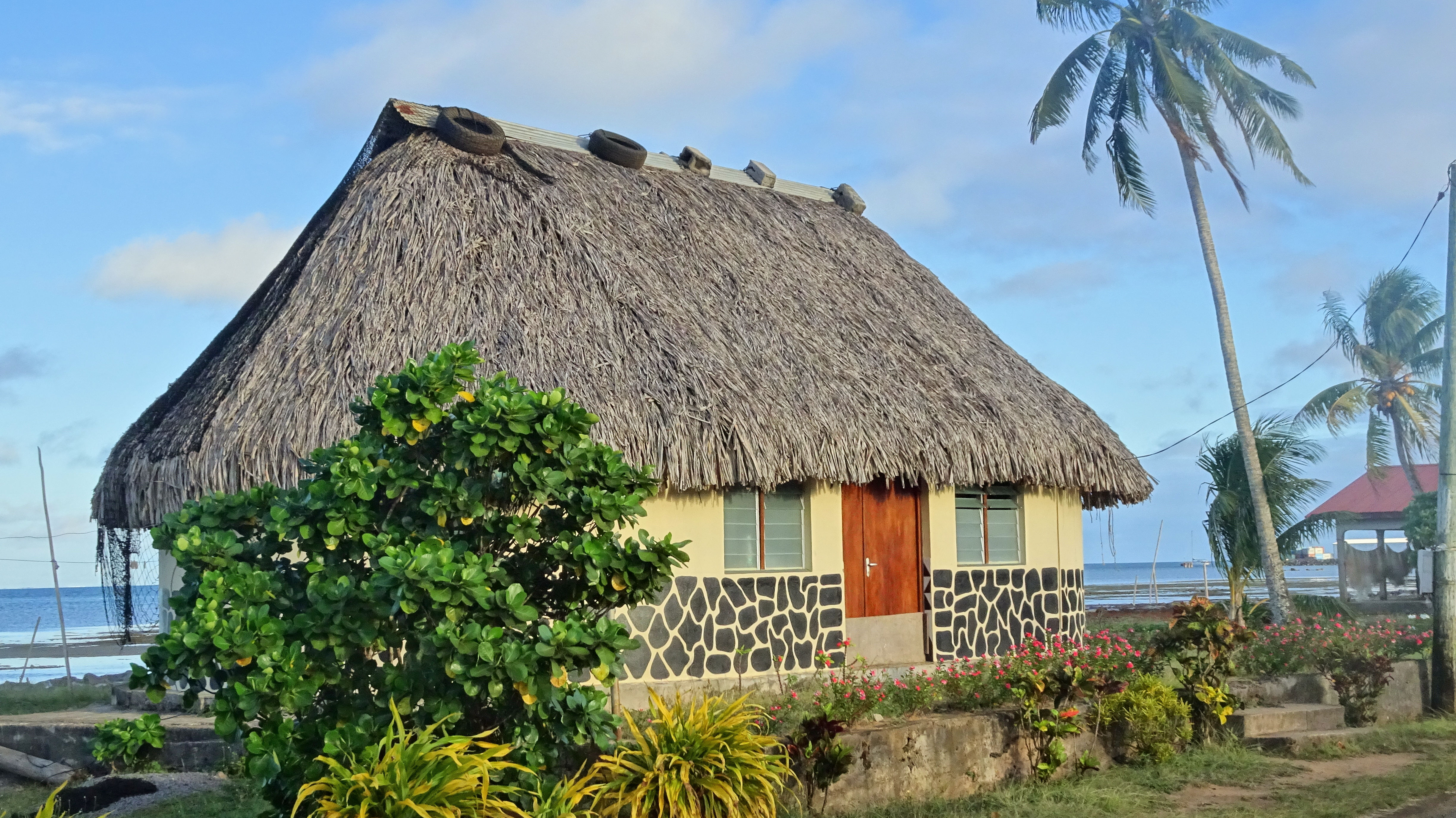
Un fale à Wallis, avec des murs en pierre ou en béton (2017).
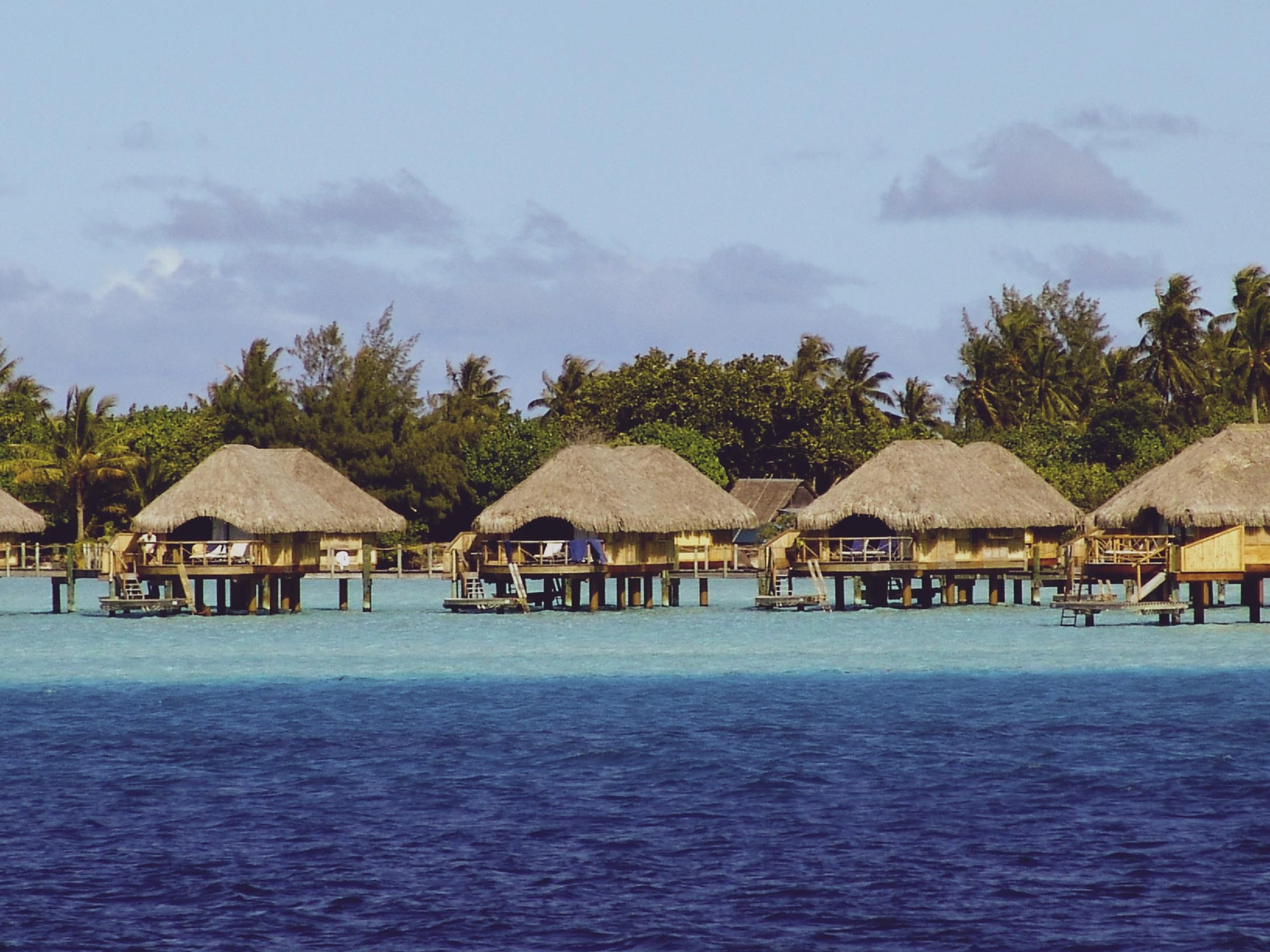
Des fare à Bora-Bora sur pilotis (2007).
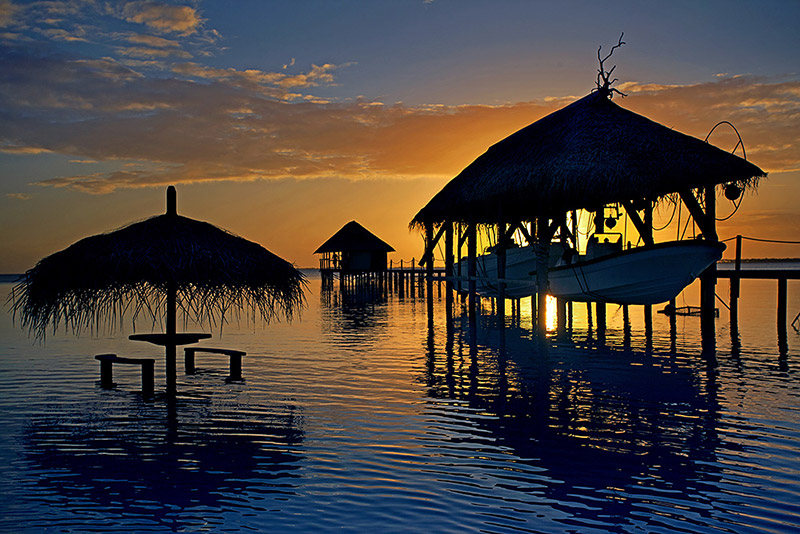
Des fare sur pilotis à Fakarava, dont l'un sert d'abri à bateaux.

Construction
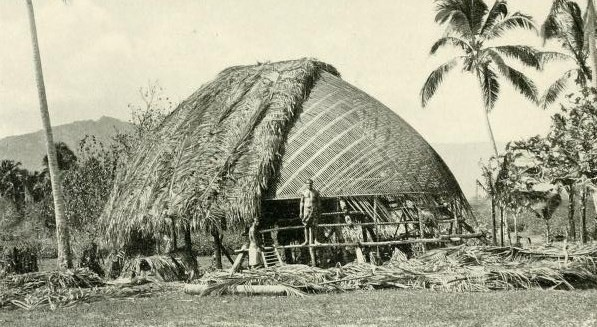
Construction d'un fale aux Samoa en 1902.
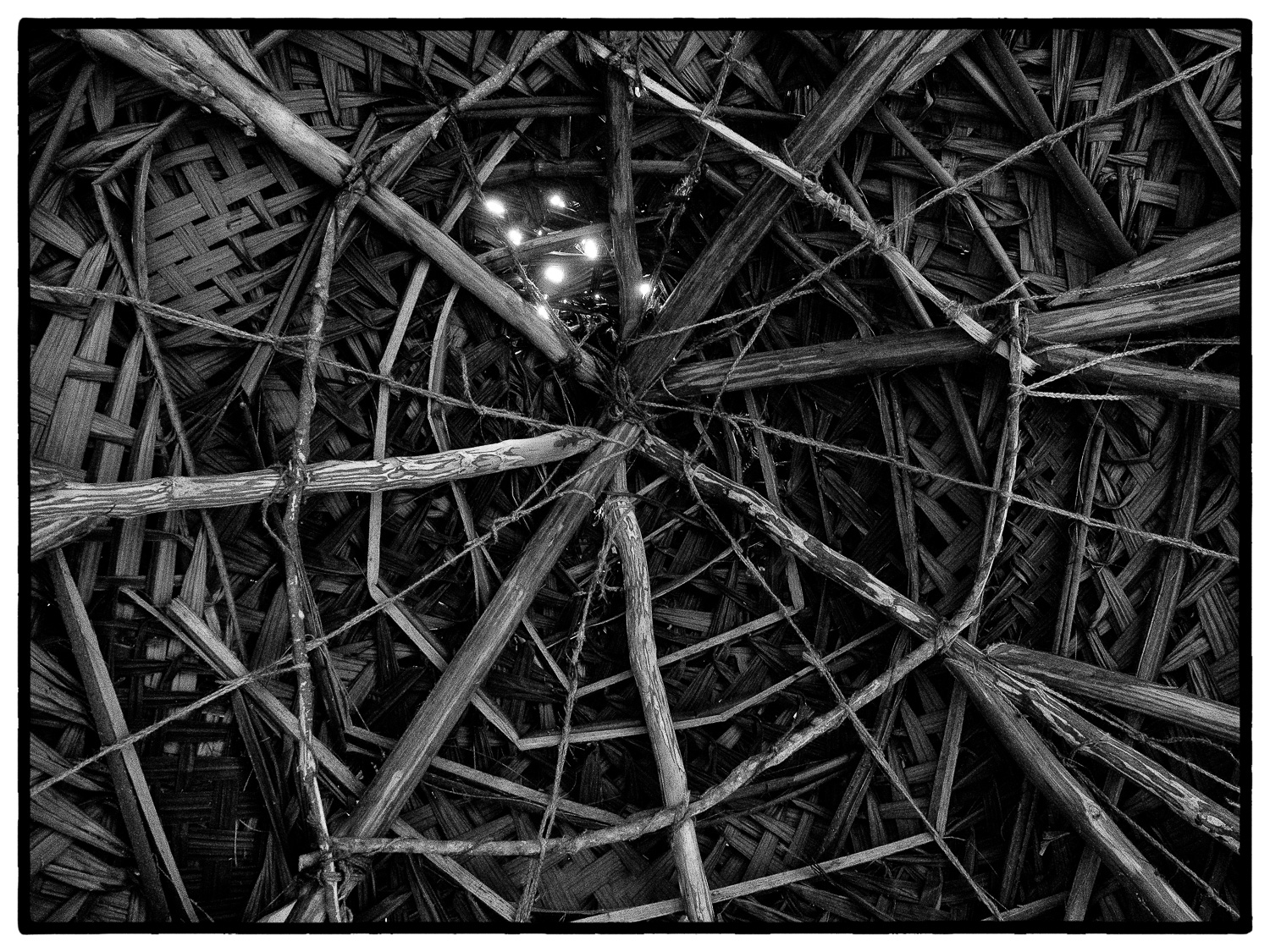
Toiture intérieure d'un fale à Futuna.
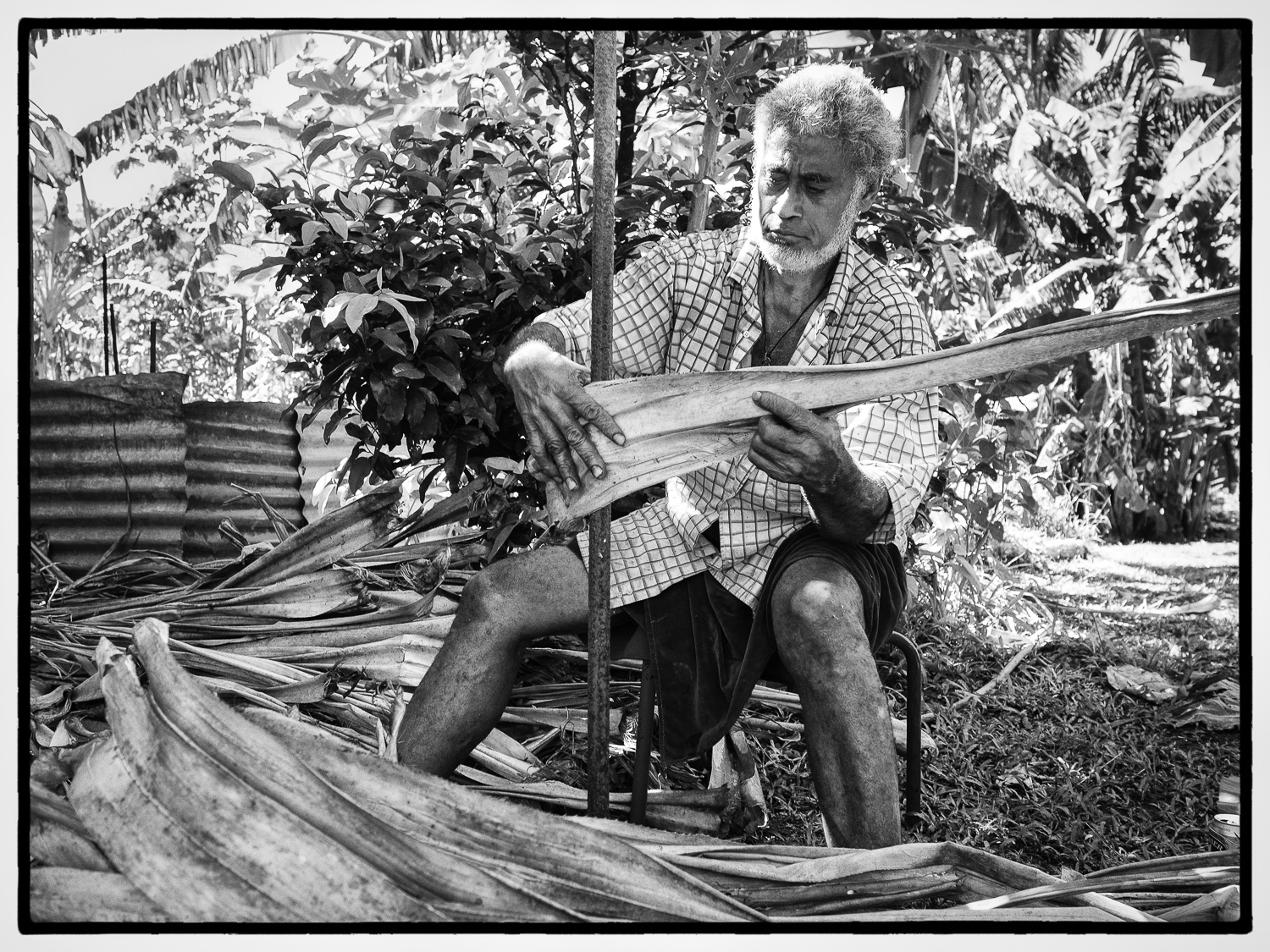
Assouplissement des feuilles de pandanus qui servent à la confection du toit (Futuna).
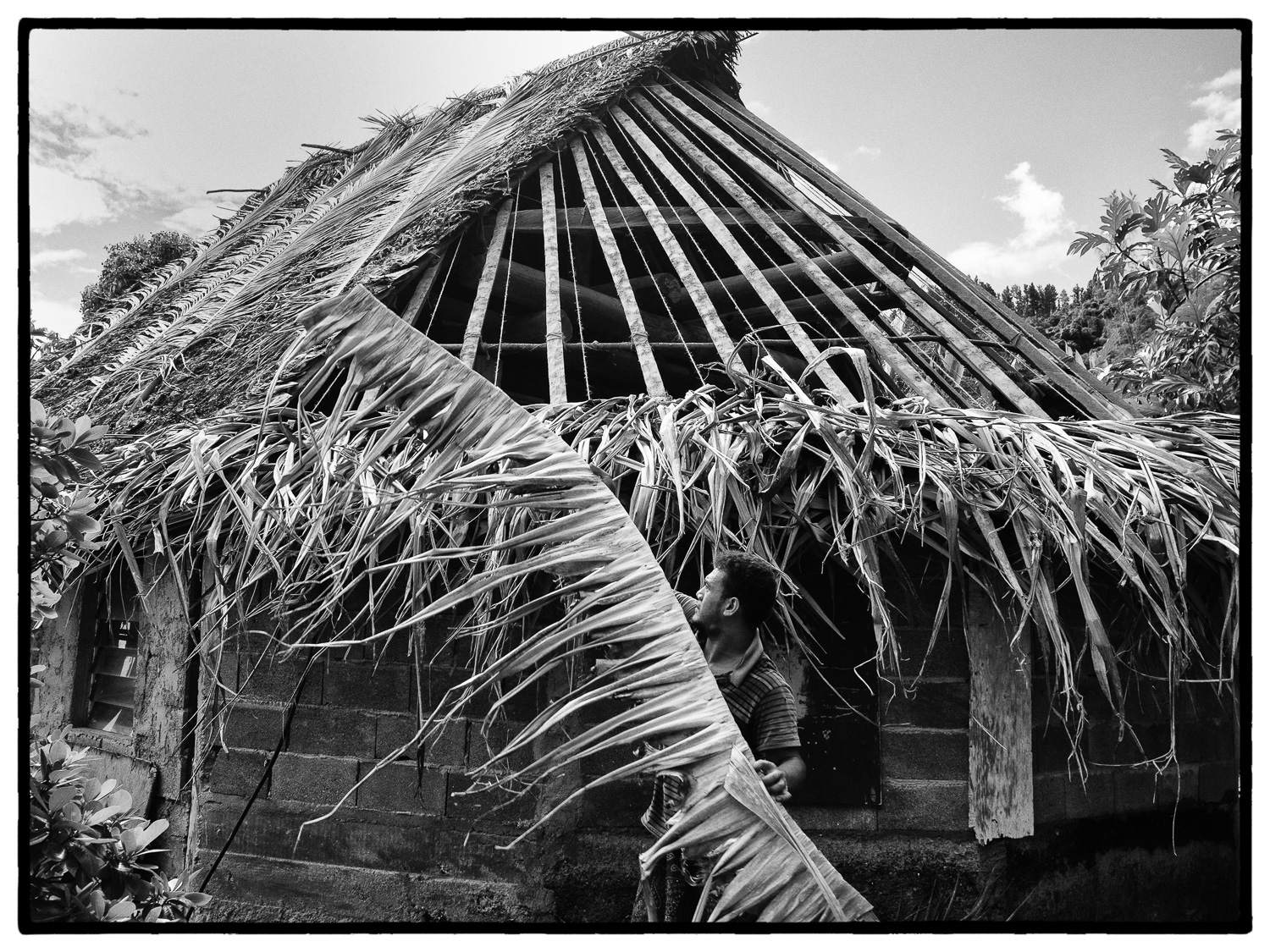
Mise en place des peignes de feuilles de pandanus (Futuna).
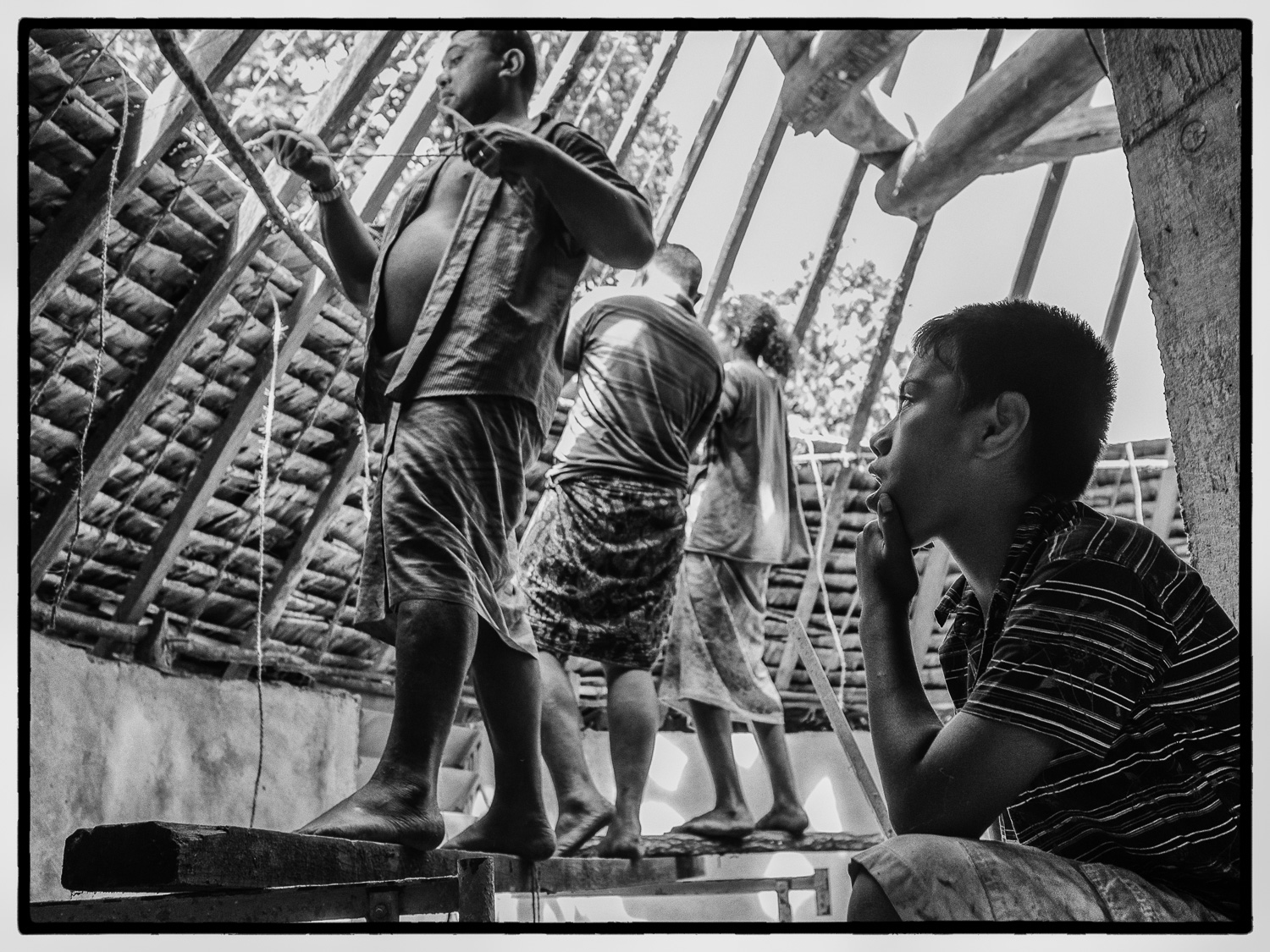
Assemblage de feuilles de pandanus (Futuna).
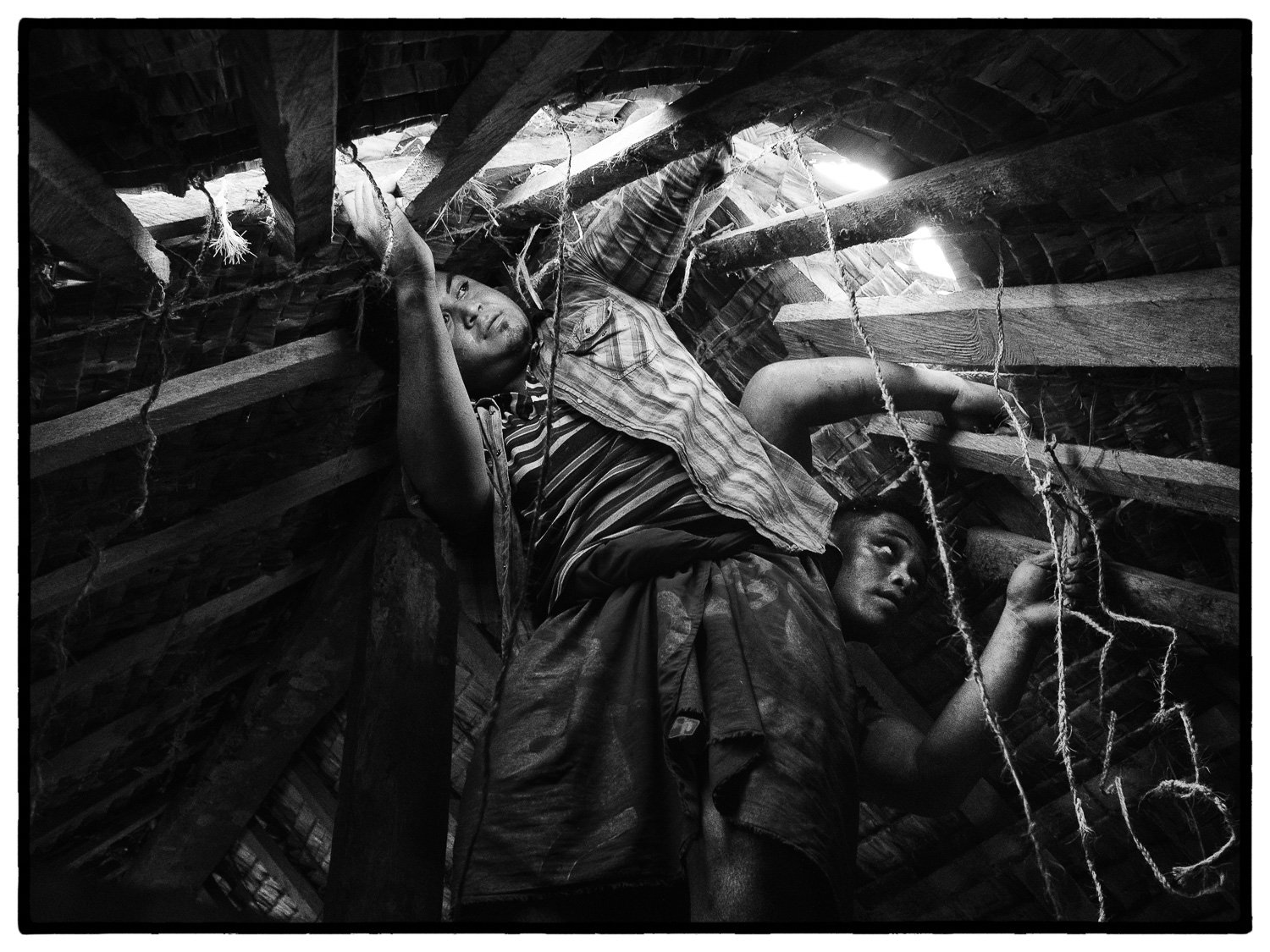
Pose des derniers rangs de pandanus (Futuna).
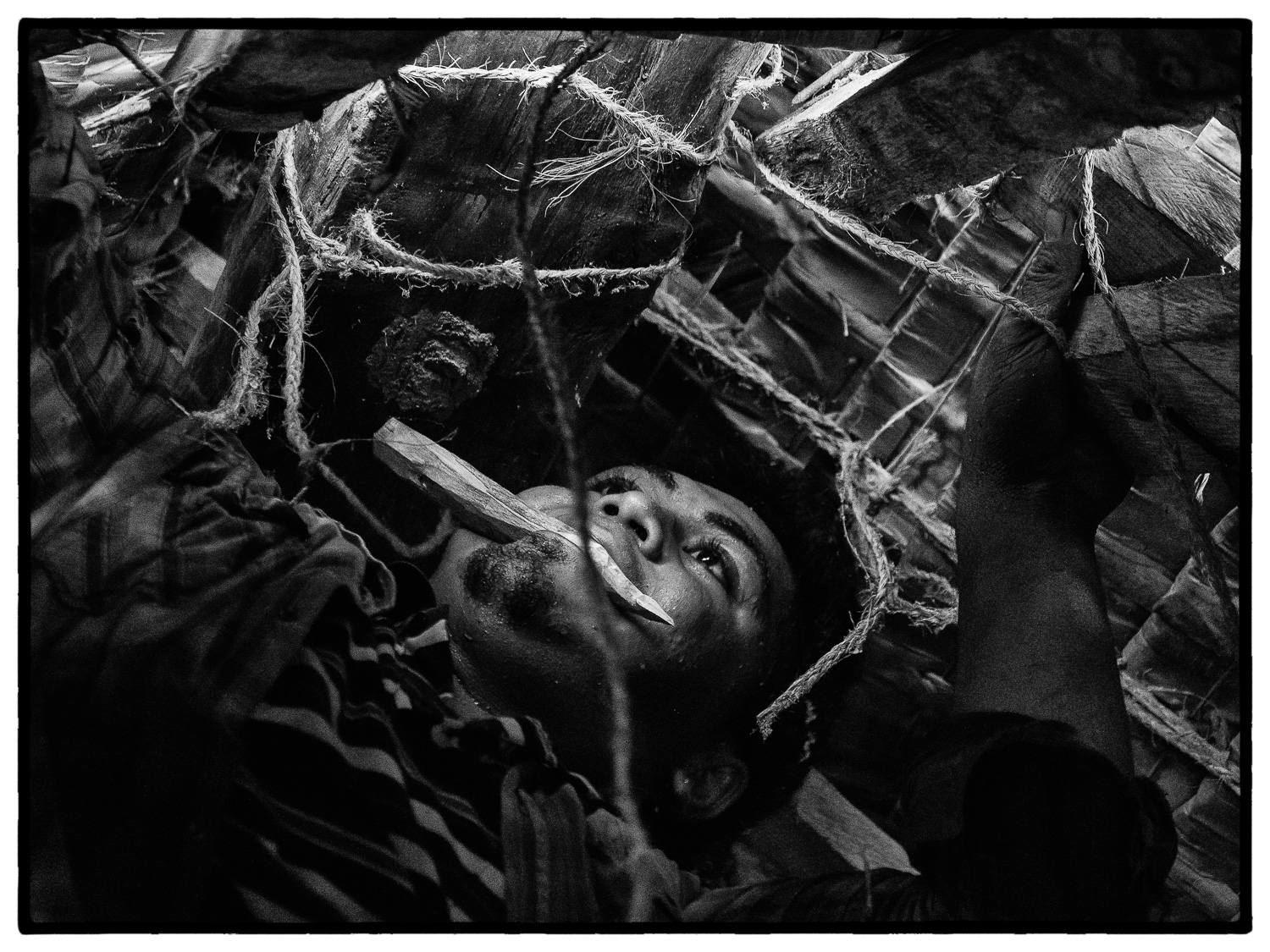
Un homme coud les derniers rangs de pandanus dans la toiture d'un fale à Futuna.